# Vera Lischka
Vera Lischka (Linz, 1º maggio 1977) è un'ex nuotatrice austriaca.
Specializzata nella rana, ha partecipato alle Olimpiadi di Atlanta 1996.

## Palmarès
- Europei in vasca corta

Rostock 1996: oro nei 50m rana e argento nei 100m rana.
Sheffield 1998: argento nei 50m rana.
Anversa 2001: bronzo nei 50m rana.